# Bram Poell
Bram Poell (Nederweert, 19 december 1991) is een Nederlandse voetballer die als aanvaller speelt.

## Loopbaan
Hij komt uit de jeugdopleiding van Helmond Sport waar hij een vaste waarde was. Op 8 mei 2009 in de uitwedstrijd tegen SBV Excelsior mocht hij in de 72ste minuut invallen voor Bruno Andrade.
Dit waren ook meteen zijn eerste en enige speelminuten bij het eerste elftal van Helmond Sport. Hierna ging hij in België spelen.

## Statistieken
| Seizoen         | Club                   | Competitie      | Competitie | Competitie | Play-offs | Play-offs | Beker | Beker | Totaal | Totaal |
| Seizoen         | Club                   | Competitie      | Wed.       | Dlp.       | Wed.      | Dlp.      | Wed.  | Dlp.  | Wed.   | Dlp.   |
| --------------- | ---------------------- | --------------- | ---------- | ---------- | --------- | --------- | ----- | ----- | ------ | ------ |
| 2008-2009       | Helmond Sport          | Eerste divisie  | 1          | 0          | —         | —         | 0     | 0     | 1      | 0      |
| 2012-2013       | Lommel United          | Tweede klasse   | 2          | 0          | 0         | 0         | 1     | 0     | 3      | 0      |
| 2012-2013       | → Verbr. Geel-Meerhout | Derde klasse A  | 14         | 5          | 4         | 2         | —     | —     | 18     | 7      |
| 2013-2014       | Lommel United          | Tweede klasse   | 5          | 0          | 0         | 0         | 1     | 0     | 6      | 0      |
| 2013-2014       | → KFC Oosterzonen      | Derde klasse B  | 2          | 0          | 0         | 0         | 0     | 0     | 2      | 0      |
| 2014-2015       | KFC Oosterzonen        | Derde klasse B  | 33         | 7          | 0         | 0         | 0     | 0     | 33     | 7      |
| 2016-2017       | Bocholter VV           | Derde klasse B  | 0          | 0          | 0         | 0         | 2     | 1     | 2      | 1      |
| Carrière totaal | Carrière totaal        | Carrière totaal | 57         | 12         | 4         | 2         | 4     | 1     | 65     | 15     |